# L'Expérience du docteur Mops
L'Expérience du docteur Mops est un roman affilié au merveilleux scientifique de l'écrivain français Jacques Spitz, paru en 1938 aux Éditions Gallimard. 
Cette œuvre présente les expériences fictives du Dr Mops sur l'activité du cerveau humain. Ce neurologue réussit à accélérer l'évolution des cellules cérébrales assurant le fonctionnement de la mémoire ce qui lui permet à la personne qui lui sert de cobaye de connaitre l'avenir sur une période de plus en plus lointaine.

## Résumé
L'architecte Pierre Delambre est le narrateur de l'histoire. Il débute son récit en évoquant sa rencontre avec une jeune fille dénommée Yvane en la sauvant d'une noyade en mer méditerranée. Il apprend ensuite que celle-ci habite dans une grande demeure de la Côte d'Azur avec son beau-père, le docteur Mops.
Invité dans ce vaste château ou vit également Narda, la cousine d'Yvane. Pierre apprend que la jeune fille a perdu sa mère et que son beau-père, aidé par son secrétaire et assistant Dirk Linard, passe son temps à étudier les phénomènes bioélectriques associés à l'activité du cerveau humain. Ces recherches ont permis d'accélérer l'évolution des cellules cérébrales assurant le fonctionnement de la mémoire, ainsi il manipule un sujet qui a la mémoire de l'avenir. 
Dirk qui est son sujet d'expérience parvint à être en avance de quelques minutes sur le reste des hommes, le docteur en profite pour jouer au casino. Le sujet parvient ensuite à être en avance de plusieurs jours ce qui permet au docteur de jouer sur les cours de la Bourse. L'avance atteint enfin plusieurs semaines lorsque Pierre, devenu amoureux d'Yvane apprend la prédiction de la mort accidentelle de la jeune fille. Tentant le tout pour le tout, Pierre pense pouvoir démentir cette prédiction mais Yvane finit par se noyer dans sa baignoire. Dirk, le cobaye de Mops prédit ensuite à Pierre qu'il sera vivant dans un an mais Pierre tente de se tuer et se rate. 
Six mois plus tard, il est rétabli et retrouve le docteur Mops qu'il suspecte (ainsi que Narda) d'être des simulateurs. Pourtant Dirk est maintenant en avance de huit ans, mais il ne répond plus aux questions : le docteur Mops en conclut qu'il est probablement mort. Pourtant, au cours d'une dernière expérience, l'attitude de Dirk permet de penser qu'il n'est pas vraiment mort et qu'il pourrait être au paradis,.

## Analyse
Dans ce roman, les femmes (Yvane et Narda) ont un rôle important et même déterminant dans la vie des protagonistes de l'histoire que ce soit le narrateur (Pierre), le Dr Mops, lui-même ou Dirk le cobaye qui sont pourtant trois hommes. Spitz appuie également sur la fatalité des évènements et l'explique directement par la bouche même du Dr Mops qui déclare (page 190), que « Tout est écrit depuis le premier jour de la création et rien ne peut modifier en quoi que ce soit le déroulement du programme initial. »

## Critiques
En 1939, alors qu'il est âgé de 18 ans et qu'il vient d'être engagé dans le journal Le Mois à Lyon, en qualité de journaliste stagiaire puis secrétaire de rédaction, Frédéric Dard écrit une critique sur L'Expérience du docteur Mops. Le futur auteur de la série des San Antonio considère ce roman comme « très curieux » et ajoute que Jacques Spitz a su créer un genre qui « hésite entre HG Wells et Pierre Véry », ce qui sous-entend une certaine admiration pour le style de Spitz.

## L'auteur
Pour un article plus général, voir Jacques Spitz.

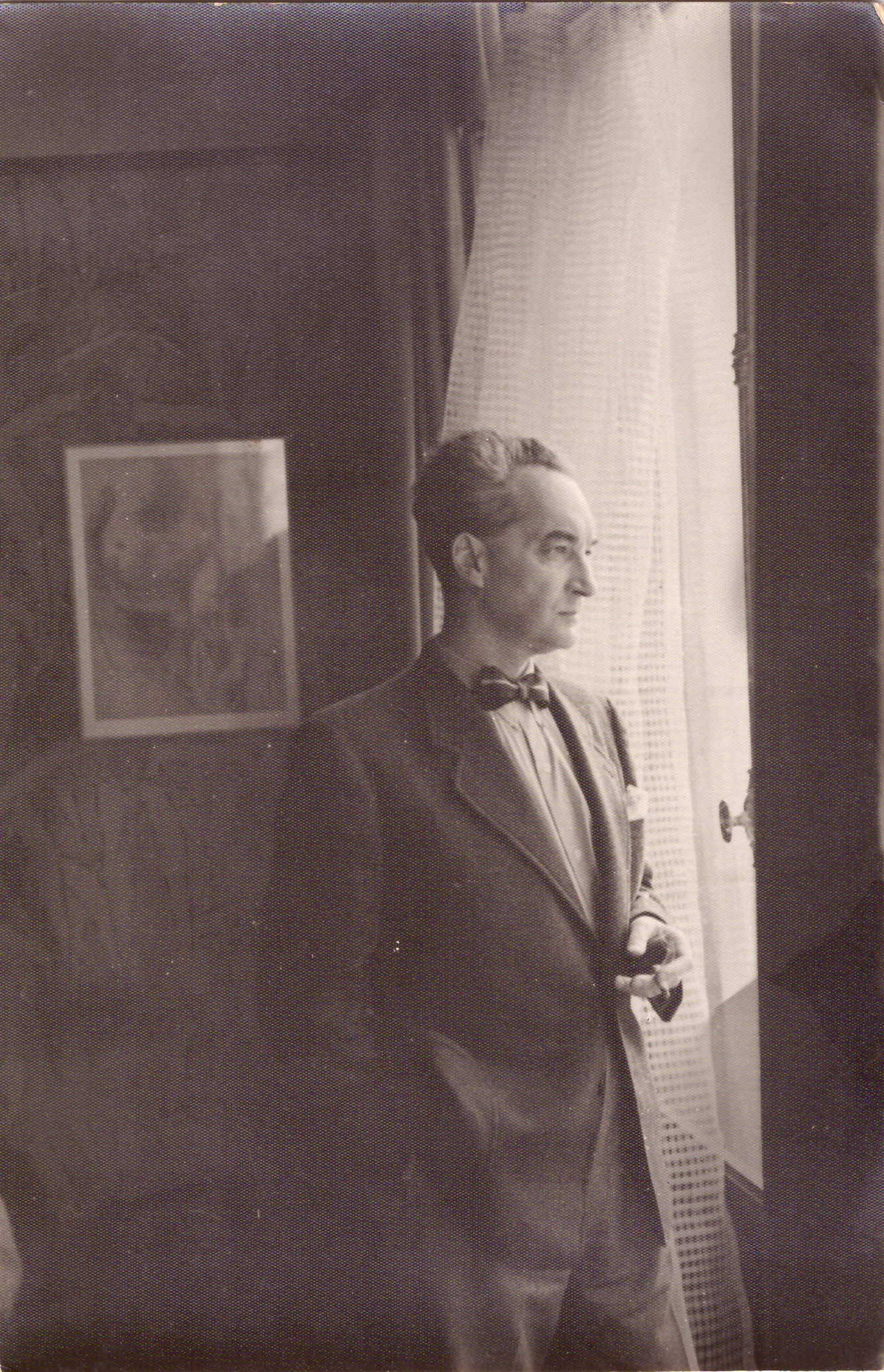
Jacques Spitz

Jacques Spitz (1896 - 1963) est un écrivain assez méconnu. Il reste pourtant un des écrivains majeurs de la littérature de la science-fiction française durant la première décennie du XXe siècle.

## Éditions
- Gallimard, coll. « Les Romans fantastiques », 1939
- Robert Laffont (avec L'Œil du purgatoire), Collection Ailleurs et demain - Classiques n° 4, 1971